# مارتین سینکوویچ
مارتین سینکوویچ (انگلیسی: Martin Sinković؛ زادهٔ ۱۰ نوامبر ۱۹۸۹) یک قایقران روئینگ اهل کرواسی است.
وی در مسابقات کشوری و بین‌المللی در مجموع برندهٔ ۶ مدال طلا، ۲ مدال نقره، ۱ مدال برنز شده‌است.